# Luigi Agnolin
Luigi Agnolin (21 de marzo de 1943 - 29 de septiembre de 2018) fue un árbitro de fútbol italiano. Se le conocía principalmente por supervisar cuatro partidos de la Copa del Mundo, uno en 1986 y tres en 1990. También arbitró la final de la Copa de Europa de 1987-88 entre PSV Eindhoven y SL Benfica .
Además de sus dos torneos del Mundial de Fútbol, Agnolin también se desempeñó como árbitro en las eliminatorias para las Copas del Mundo de 1982, 1986 y 1990. Ofició en la clasificación para la Eurocopa de 1984.  
Se sabe que Agnolin trabajó como árbitro FIFA durante el período de 1980 a 1990.
También fue árbitro de fútbol sala y ofició en el Campeonato Mundial de Fútbol Sala de la FIFA de 1989 que se llevó a cabo en los Países Bajos.
En 2012, fue incluido en el Salón de la Fama del Fútbol Italiano.